# Dignitas
La dignitas era un concepto social de la Antigua Roma. La palabra no tiene una traducción específica a nuestro idioma, si bien está relacionada con el prestigio y el honor. La palabra dignidad, deriva de ella, pero con un sentido algo distinto.
En la Antigua Roma la dignitas era un concepto que abarcaba la suma de la influencia y el prestigio personal de un ciudadano, que iba adquiriendo a lo largo de su vida. A la hora de valorar la dignitas de una persona concreta se tenían en cuenta valores como la reputación, los valores morales y el valor ético, así como su situación social y el respeto.

## Uso de ladignitasentre los autores romanos
Entre los autores que más uso hacen del concepto de la dignitas en sus escritos y discursos están Marco Tulio Cicerón, Julio César, Tácito y Tito Livio. De entre éstos, el que la usó de forma más prolífica fue Cicerón, que inicialmente la relacionaba también con el término auctoritas. Estos dos términos estaban estrechamente asociados.

## Significado
La dignitas, al igual que el honor en algunas épocas de la Edad Media, era un activo importante y de gran relevancia política entre los ciudadanos romanos. Todos los hombres de todas las clases sociales, y en particular los aristócratas de familias consulares, ponían un gran cuidado en la protección de su dignitas.
Toda persona que ocupase un cargo político en la República de Roma consideraba la dignitas como algo más allá de la simple dignidad. Hacía referencia a su "buen nombre", incluyendo su reputación pasada y presente, sus logros, su situación y su honor. La mayoría de políticos estaban preparados para matar, suicidarse o exiliarse con el fin de preservar su dignitas.
La protección de la dignitas supuso el desencadenante de varios conflictos en la Antigua Roma. Algunos de ellos no pasaron de ser desencuentros de carácter político pero otros casos llevaron a que se terminasen desencadenando acciones militares a gran escala, como la Guerra Civil entre Julio César y Cneo Pompeyo Magno. No se sabe si el término en sí fue utilizado de forma extensiva en estos casos, pero la influencia del concepto fue sin duda determinante.

## Modificaciones en la definición de ladignitas
A través del curso de la historia de la Antigua Roma, el concepto de dignitas no llegó a acumular simultáneamente todas las descripciones aludidas en los apartados anteriores. El término, por el contrario, adoptó significados distintos a lo largo de la historia, ajustándose a los distintos puntos de vista de cada sociedad, de la política y en función de los autores.
Años después de la muerte de César, su heredero Augusto rechazó el significado contemporáneo de dignitas. Augusto, por el contrarió, prefirió usar el término auctoritas como alternativa que mejor encajaba con sus intereses.
En 46 a. C. Cicerón hizo alusión a la ambigua naturaleza del término dignitas cuando dijo:

"Y eso he hecho, si dignitas se refiere sólo al sentimiento leal hacia el Estado y a ganar la aprobación de los hombres buenos a esos sentimientos de lealtad; pero si en dignitas incluimos el poder de traducir esos sentimientos de lealtad en acción o de defenderlos en completa libertad, entonces ne vestigium quidem ullum est reliquum nobis dignitatis [no nos queda ni rastro de nuestra dignidad]."

Cuando se complementa con el término otium, la palabra dignitas tomaba un nuevo significado. Cicerón no se consideraba a sí mismo merecedor de la dignitas por sí sola porque sentía que, al haber dado la espalda al público romano, había sido negligente con el deber de uno cuya vida hasta entonces había servido de ejemplo. Entonces alteró la definición para hacer referencia al "impacto", haciendo referencia a toda una vida, y para describir mejor con ello su estatus único. Para esta época, la vida política de Cicerón había acabado, y etiquetaba su influencia política pasada como su dignitas, y a su situación actual como otium.